# Clastoptera brachialis
Clastoptera brachialis är en insektsart som beskrevs av Carl Stål 1862. Clastoptera brachialis ingår i släktet Clastoptera och familjen Clastopteridae. Inga underarter finns listade i Catalogue of Life.